# Juhana Blomstedt
Yrjö Juhana Blomstedt, född 20 december 1937 i Helsingfors, död 3 augusti 2010 i Lojo, var en finländsk konstnär. 
Juhana Blomstedt var den äldste av fyra söner till arkitekten Aulis Blomstedt (1906-1979) och formgivaren Heidi Blomstedt. Hans bröder var arkitekterna Petri Blomstedt (1941-97), Severi Blomstedt (född 1946) och filmregissören Anssi Blomstedt (född 1945).
Han var professor vid Bildkonstakademin och aktiv i den finländska konstvärlden från 1960-talet till sin död. Han gjorde abstrakt konst på ett mångsidigt sätt och ville aldrig tillhöra någon konstnärsgrupp.
Han tilldelades Pro Finlandia-medaljen 1984.
Juhana Blomstedt var gift första gången med Anja Erkko och andra gången med Jertta Roos. Han är begravd på Sandudds begravningsplats i Helsingfors.